# Йоганнес Дідерік ван дер Ваальс
Йоганнес Дідерік ван дер Ваальс (нід. Johannes Diderik van der Waals, вимова: [joːˈɦɑnəz ˈdidərɪk fɑn dɛr ˈʋaːls]; 
 23 листопада 1837 — 8 березня 1923) — нідерландський фізик-теоретик і термодинамік та відомий своєю роботою над рівнянням стану для газів і рідин.

## Наукові здобутки
Його ім'я в першу чергу асоціюється з рівнянням стану ван дер Ваальса, яке описує поведінку газів та їх конденсацію до рідкої фази. Його ім'я також пов'язане з силами ван дер Ваальса (сили між стійкими молекулами), з молекулами ван дер Ваальса (невеликі молекулярні скупчення, пов'язані силами ван дер Ваальса), і з радіусами ван дер Ваальса (розміри молекул). Як сказав Джеймс Клерк Максвелл про Ван-дер-Ваальса, «не можна сумніватися, що ім'я Ван-дер-Ваальса незабаром стане одним з перших у галузі молекулярної науки».
У своїй дисертації 1873 року ван дер Ваальс відзначив неідеальність реальних газів і відніс це до існування міжмолекулярних взаємодій. Він ввів перше рівняння стану, отримане з припущення про існування кінцевого об'єму, зайнятий складовими молекулами. Під керівництвом Ернста Маха та Вільгельма Оствальда сильна філософська течія, яка заперечувала існування молекул, виникла наприкінці 19 століття. Молекулярне існування вважалося недоведеним, а молекулярна гіпотеза — непотрібною. На момент написання дисертації Ван дер Ваальса (1873), більшість фізиків не сприйняли молекулярну структуру рідин, а рідина та пара часто вважалися хімічно різними. Але робота ван дер Ваальса підтвердила реальність молекул і дозволила оцінити їх розмір і притягальну силу. Його нова формула революціонізувала вивчення рівнянь стану. Порівнюючи своє рівняння стану з експериментальними даними, Ван дер Ваальс зміг отримати дані фактичного розміру молекул та сили їх взаємного притягання. Вплив роботи Ван-дер-Ваальса на молекулярну фізику в 20 столітті був прямим і принциповим. Ввівши параметри, що характеризують молекулярний розмір та силу притягання, при побудові його рівняння стану, Ван дер Ваальс задав тон сучасній молекулярній науці. Саме молекулярні аспекти, такі як розмір, форма, привабливість та багатополярність взаємодій, повинні стати основою для математичних формулювань термодинамічних та транспортних властивостей рідин, в даний час вважається аксіомою. За допомогою рівняння стану ван дер Ваальса критичні точки газів можна було точно передбачити за допомогою термодинамічних вимірювань, проведених при набагато вищих температурах. Азот, кисень, водень та гелій згодом піддавалися зрідженню. Гейке Камерлінг-Оннес зазнав значного впливу піонерської роботи ван дер Ваальса. У 1908 році Оннес став першим, хто зробив рідкий гелій; це призвело безпосередньо до відкриття ним в 1911 р. надпровідності.
Слід також згадати теорію капілярності Ван-дер-Ваальса, яка в своїй основній формі вперше з'явилася в 1893 році На відміну від механічної точки зору на цю тему, представленої раніше П’єром-Симоном Лапласом , Ван дер Ваальс застосував термодинамічний підхід. У той час це було суперечливим, оскільки існування молекул та їх постійний, швидкий рух не були загальновизнаними до експериментальної перевірки Жаном Батистом Перреном теоретичного пояснення Альберта Ейнштейна броунівського руху.
Ван дер Ваальс розпочав свою кар'єру вчителем школи. Він став першим професором фізики Амстердамського університету, коли в 1877 році старий Атенум був перетворений на міський університет. Ван дер Ваальс отримав Нобелівську премію з фізики 1910 р. За роботу над рівнянням стану газів і рідин.

## Біографія
Ян Ван-дер-Ваальс народився 23 листопада 1837 р. в сім'ї Якобуса Ван-дер-Ваальса, столяра, і Елізабет Ван-дер-Ваальс (до шлюбу Ван-ден-Бург).
Після закінчення школи Ван-дер-Ваальс працював учителем молодших класів у рідному місті Лейден. Не маючи допуску до навчання, він все ж відвідував лекції у Лейденському університеті як вільний слухач (Abitur) з 1862 по 1865 рр. З 1864 р. він працює вчителем у Девентері. З 1866 р. працював у школі в Гаазі, де згодом став директором. Продовжив навчання в університеті.
У 1873 удостоєний звання доктора філософії Лейденського університету за дисертацію: «Over de Continuïteit van den Gas- en Vloeistoftoestand». Джеймс Клерк Максвелл, сказав про роботу Ван-дер-Ваальса: «Вона зразу поставила його ім'я в один ряд з найвидатнішими іменами в науці».
З відкриттям Амстердамського університету (1877) став професором фізики цього університету, і працював тут у 1877—1908 роках.

## Вшанування пам'яті
Кратер Ван дер Ваальс на зворотному боці Місяця названо на честь науковця.

## Праці
- Die Kontinuität des flüssigen und gasförmigen Zustands (1873)
- Lehrbuch der Thermodynamik (zwei Bände, 1908—1912)